# Ctenops nobilis
Ctenops nobilis är en fiskart som beskrevs av Mcclelland, 1845. Ctenops nobilis ingår i släktet Ctenops och familjen Osphronemidae. IUCN kategoriserar arten globalt som nära hotad. Inga underarter finns listade i Catalogue of Life.